# 新木一弘
新木 一弘（あらき かずひろ、1959年〈昭和34年〉9月8日 - ）は、日本の医師、厚生労働技官、文部科学技官。独立行政法人国立病院機構理事長。

## 来歴
1985年（昭和60年）3月、慶應義塾大学医学部を卒業し、同年4月、厚生省に入省。入省後、医政局総務課医療安全推進室長、広島県福祉保健部長、医政局研究開発振興課長、文部科学省高等教育局医学教育課長、社会保険診療報酬支払基金審議役などを歴任。医政局研究開発振興課長として、政府のライフサイエンス関係研究予算における臨床研究及び実用化研究の予算重点化に取り組み、高等教育局医学教育課長として、医学部の入学定員増員に対応した。2012年（平成24年）8月、厚生労働省大臣官房付に異動し、同年9月に南魚沼市立ゆきぐに大和病院医長に就任。その後、福島県立医科大学客員教授、慶応義塾大学医学部特任教授、国立病院機構東京医療センター副院長などを歴任。
2020年（令和2年）4月1日、国立病院機構東京医療センター病院長兼国立病院機構理事に就任。2021年（令和3年）2月17日から医療従事者を対象に開始された新型コロナウイルス感染症のワクチン接種では、国立病院機構東京医療センターにおいて全国最速でワクチン接種が始まり、当時病院長だった新木が一例目の被接種者となった。
2024年（令和6年）4月1日、国立病院機構理事長に就任。